# Abeceda straha (1961.)
Abeceda straha, hrvatski dugometražni film iz 1961. godine, redatelja Fadila Hadžića. Hadžiću je to bio prvi dugometražni film. Radnja se odvija oko mlade djevojke koja se zaposli u jednu obitelj koja surađuje s nacistima kako bi ih špijunirala za partizane. Glavne uloge tumače Vesna Bojanić, Josip Zappalorto i Nada Kasapić, a glazbu je skladao Bojan Adamič.